# جويل بيني
جويل بيني (بالإنجليزية: Joel Penny)‏ هو لاعب دوري الرغبي أسترالي، ولد في 22 يناير 1980 في سيدني في أستراليا.